# Argyrosomus inodorus
Argyrosomus inodorus är en fiskart som beskrevs av Griffiths och Heemstra, 1995. Argyrosomus inodorus ingår i släktet Argyrosomus och familjen havsgösfiskar. Inga underarter finns listade i Catalogue of Life.

## Bildgalleri

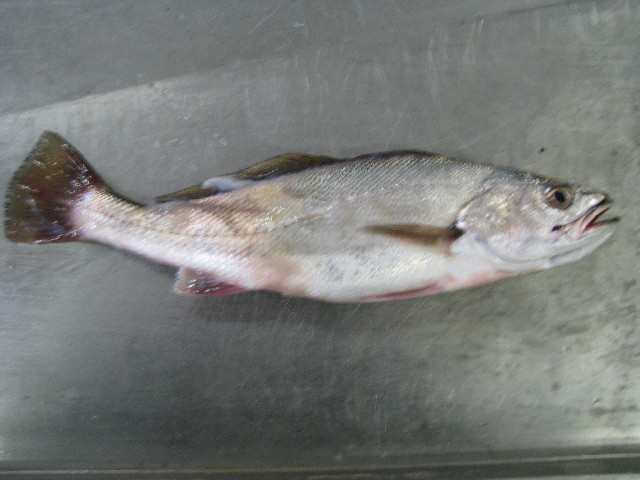